# Skoda Radschlepper Ost
Radschlepper Ost là tên của một loại xe kéo của Đức Quốc xã dùng trong thế chiến II được thiết kế bởi F.Porsche và sản xuất bởi Skoda.Radschlepper Ost còn được biết dưới cái tên Porsche Typ 175.Việc thiết kế loại xe kéo này được bắt đầu vào năm 1941-1942 để sẵn sàng phục vụ cho chiến dịch Stalingrad.Đến mùa đông năm 1942, việc sản xuất cơ bản đã đi vào hoạt động.
Có khoảng 200 chiếc đã được sản xuất trong suốt khoảng thời gian từ năm 1942-1944.